# Завоювання Триполі (1510)
Завоювання Триполі (1510) — морська кампанія Арагонської корони, військо якої на чолі з Педро Наварро 25 липня 1510 року захопило місто Триполі в Північній Африці (на території сучасної Лівії), що формально належало хафсідським султанам Іфрикії.

## Хід подій
Наварро перебував на службі у арагонського короля Фернандо II, і плани захоплення Триполі, що належало хафсідським султанам Іфрикії почалися після того, як заянідський султан Тлемсена 5 червня 1510 р. погодився стати васалом Арагону і сплачувати данину. Сили вторгнення складали приблизно 15 000 чоловік, у тому числі 3000 солдатів з Сицилії. Флот Наварро відплив із Сицилії і зупинився на Мальті, де до нього приєдналися п'ять галер та кілька мальтійських провідників та капітанів. Флот вийшов з Мальти 20 липня і прибув до Триполі через чотири дні.
Вранці 25 липня 1510 року, в день Святого Якова, сили вторгнення напали на місто та його замок. Приблизно 6000 морських піхотинців прибули з іспанських кораблів, половина з яких була зайнята в облозі міста, а інші залишилися в таборі, щоб запобігти нападу з тилу. Ефективно використовуючи морську артилерію, іспанці швидко захопили африканське місто. Триполі здався після приблизно трьох годин важких боїв на вулицях міста.
Іспанське завоювання спустошило Триполі. До нападу місто проживало приблизно від 15 000 до 20 000 людей. Під час нападу було вбито від 3000 до 5000, тоді як від 5000 до 6000 інших було поневолено. Значна кількість поневолених євреїв була відправлена на Сицилію, де деякі прийняли християнство. Деяким жителям міста вдалося втекти до найближчих поселень Джанзур і Таджура. Іспанські жертви були незначними, загинуло близько 300 чоловіків. Після нападу було звільнено близько 170 християн, які були рабами в Триполі (більшість з них були з Сицилії або Мальти).

## Наслідки
Триполі залишався під владою Іспанії до 1530 року. В цьому році іспанський король і імператор Священної Римської імперії Карл V Габсбург передав Триполі лицарям-госпітальєрам, які після захоплення Родосу в 1522 році османською армією на чолі з Сулейманом І залишились без штаб-квартири. Госпітальєри правили містом до 1551 року, коли османський флот на чолі з Тургут-реїсом і Піяле-пашею успішно відвоював Триполі у госпітальєрів і іспанців.